# Very Light Jet
Ein Very Light Jet (VLJ), Entry-Level-Jet oder Personal Jet, früher auch als Microjet oder Minijet bezeichnet, ist eine Kategorie kleiner Geschäftsflugzeuge mit vier bis acht Sitzplätzen. VLJs gelten mit einem Höchstabfluggewicht von unter 4535,9 kg (10.000 lb) als die leichtesten Geschäftsflugzeuge und sind für den Betrieb mit einem Piloten zugelassen.

## Geschichte
Das erste Kleinflugzeug mit Düsenantrieb, die Morane-Saulnier MS.760 "Paris" aus den 1950er Jahren, wird als erstes VLJ angesehen. Sie hatte vier Sitzplätze, brauchte nur einen Piloten und ist kleiner als moderne VLJs. Die MS.760 unterscheidet sich von modernen Geschäftsreiseflugzeugen dadurch, dass der Zugang zur Kabine über eine Schiebehaube und nicht über eine Tür erfolgt; eine sechssitzige Version mit geschlossener Kabine und einer herkömmlichen Tür wurde nach dem Bau eines einzigen Prototyps eingestellt.
Cessnas Fanjet 500, aus dem die Cessna Citation hervorging, wäre ein weiterer VLJ der 1960er Jahre gewesen, jedoch forderte die FAA einen zweiten Piloten für die Zulassung.
Weitere Versuche leichter Jets in den 1970er Jahren waren die Gulfstream Aerospace FanJet 1500 und die britische CMC Leopard.
Das „Small Aircraft Transportation System“-Programm (SATS) – ein von 2001 bis 2006 durchgeführtes, gemeinsames Forschungsprojekt von NASA, FAA, kleinen Flugplätzen – würde Flugverbindungen in Regionen ermöglichen, die bislang nicht von den Airlines bedient werden. Voraussetzung für derartige Flugdienstleistungen auf Abruf wären niedrige Kosten und eine hohe Nachfrage. Der Versuch der US-Firma DayJet (die 1400 Eclipse 500 bestellt hatte), ihre tatsächliche Durchführbarkeit zu beweisen, ist jedoch mit ihrer Insolvenz im September 2008 gescheitert.
Im Jahr 2008 waren insgesamt über 4.800 Flugzeuge bei verschiedenen Herstellern bestellt, davon ca. 800 für den europäischen Markt.
Einer der ersten Air-Taxi-Services in Europa auf Basis von VLJs wurde dann doch unter anderem von GlobeAir aus Österreich im Jahr 2008 realisiert und bis heute 20 Flugzeuge in einer homogenen Citation Mustang Flotte betreibt. (Stand 2025)

## Flugzeugtypen
| Typ                   | Hersteller                | Sitze | Triebwerke           | Reisegeschw. | Reichweite | Stückzahl | Zulassung         |
| --------------------- | ------------------------- | ----- | -------------------- | ------------ | ---------- | --------- | ----------------- |
| Cirrus SF50 Vision    | Cirrus Aircraft           | 6     | 1 × Williams FJ33-5A | 556 km/h     | 2.222 km   | 64        | 28. Oktober 2016  |
| Citation Mustang      | Cessna Aircraft Company   | 6     | 2× PW615F            | 630 km/h     | 2.130 km   | 240       | 23. November 2006 |
| Embraer Phenom 100    | Embraer                   | 4-6   | 2× PW617F            | 705 km/h     | 2.100 km   |           | 12. Dezember 2008 |
| Pilatus PC-24         | Pilatus Aircraft          | 6     | 2× Williams FJ44     | 815 km/h     | 3.400 km   | 84        | 07. Dezember 2017 |
| Honda HA-420          | Honda Aircraft Company    | 6-8   | 2× GE Honda HF120    | 780 km/h     | 2.040 km   | 100       | 08. Dezember 2015 |
| Aerocomp Comp Air Jet | CompAir                   | 8     | 1× Ivchenko AI-25TL  | 595 km/h     | 2.320 km   |           | 2005 eingestellt  |
| Viper Jet             | Viper Aircraft            | 2     | 1× GE CJ-610         | 850 km/h     | 1.390 km   |           |                   |
| Maverick Leader III   | Maverick Jets             | 4     | 2× Williams FJ33-4   | 875 km/h     | 2.690 km   |           |                   |
| Adam A700             | Adam Aircraft             | 7     | 2× Williams FJ33     | 630 km/h     | 2.220 km   | 282       | 2008 eingestellt  |
| ATG Javelin           | Aviation Technology Group | 2     | 2× Williams FJ33     | 980 km/h     | 2.220 km   | 1         | 2007 eingestellt  |
| Avocet ProJet         | Avocet Aircraft           | 6     | 2× unbek.            | 675 km/h     | 2.220 km   |           | 2006 eingestellt  |
| Century Jet           | Century Aerospace         | 6     | 2× Williams FJ33-1   | 685 km/h     | 2.780 km   |           | ruht (2001)       |
| D-Jet                 | Diamond Aircraft          | 5     | 1× Williams FJ33-5A  | 583 km/h     | 2.500 km   | 125       | ruht (2013)       |
| Eclipse 400           | Eclipse Aviation          | 4     | 1× PW615F            | 611 km/h     | 2.316 km   |           |                   |
| Eclipse 500           | Eclipse Aviation          | 5-6   | 2× PW610F            | 685 km/h     | 2.408 km   | 260       | 26. Juli 2006     |
| Eclipse 550           | Eclipse Aerospace         | 6     | 2× PW610F            | 630 km/h     | 2.130 km   | 33        | 2013              |
| Epic Jet              | Epic Aircraft             | 7     | 2× Williams FJ33-4   | 720 km/h     | 2.960 km   |           | 2009 eingestellt  |
| Piper PA-47           | Piper Aircraft            | 6-7   | 1× Williams FJ44-3AP | 667 km/h     | 2.407 km   |           | 2011 eingestellt  |
| Sport Jet II          | Excel-Jet                 | 5     | 1× Williams FJ33-4   | 630 km/h     | 1.850 km   |           | eingestellt       |
| Safire Jet            | Safire Aircraft           | 6     | 2× Williams FJ33-4   | 705 km/h     | 2.400 km   |           | 2005 eingestellt  |
| S-33 Independence     | Spectrum Aeronautical     | 9     | 2× Williams FJ33-4   | 770 km/h     | 3.700 km   |           | eingestellt       |
| Vantage Jet           | Aviation Jets             | 10    | 2× Williams FJ44-1   | 785 km/h     | 2.400 km   |           | 2013 eingestellt  |

## VLJ Betreiber
| Land               | Betreiber            | VLJ                | Start | Flottengröße | Bemerkungen           |
| ------------------ | -------------------- | ------------------ | ----- | ------------ | --------------------- |
| Deutschland        | NJK Aviation         | Embraer Phenom 100 | 2013  |              |                       |
| Vereinigte Staaten | DayJet               | Eclipse 500        | 2007  | 230          | Konkurs 2008          |
| Vereinigte Staaten | Linear Air           | Eclipse 500        | 2007  | 30           |                       |
| Österreich         | GlobeAir             | Citation Mustang   | 2008  | 20           |                       |
| Vereinigte Staaten | Superior Air Charter | Embraer Phenom 100 | 2006  | 3            |                       |
| Niederlande        | Bikkair              | Eclipse 500        | 2008  | 20           | Betriebsende vor 2013 |
| Österreich         | Mali Air             | Eclipse 500        | 2008  | 3            |                       |